# Alice in Wonderland (1988)
Alice in Wonderland ist ein 51-minütiger animierter Direct-to-Video-Film von Burbank Films Australia. Er erschien ursprünglich im Jahr 1988. Der Film basiert auf Lewis Carrolls Kinderbuch Alice im Wunderland aus dem Jahr 1985 und wurde von Paul Leadon adaptiert. Ungewöhnlich, im Gegensatz zu anderen Buchadaptionen, ist, dass dieser Film keine Elemente der Fortsetzung Alice hinter den Spiegeln besitzt und somit keine Kombination ist. Die Produktionsfirma machte ursprünglich nämlich einen 73-minütigen Film mit Alice hinter den Spiegeln, teilte diesen jedoch später. Der 1988-Film wurde von Roz Philips produziert und von Rich Trueblood regiert. Obwohl Burklin Films Australia selten zur klassischen Lektüre arbeitet, hat Alice im Wunderland einen originellen Thema-Song, komponiert von Mark Isaacs. Die Urheberrechte zum Film sind von Pulse Distribution and Entertainment gekauft worden und werden von NuTech Digital verwaltet. Die Fortsetzung des Films ist Alice: Through the Looking Glass aus dem Jahr 1987.

## Handlung
Alice sitzt ganz allein am Flussufer und liest das Buch The Principles of Logical (Die Prinzipien der Logik), als sie sich entscheidet, nicht weiterzulesen. Sie ist gelangweilt und mag nicht an diesem „fürchterlichen Ort“ sein. Plötzlich kam aus dem Nirgendwo ein sprechendes, weißes Kaninchen, das eine Weste und eine Armbanduhr trug und Alice merkte, dass es in großer Eile ist. Aus Neugier rennend, folgt Alice dem weißen Kaninchen in seinen Bau, und das Mädchen merkt selbst, dass es weit in den Untergrund fällt. Der Kaninchenbau entpuppt sich als dunkler, senkrechter Tunnel, dekoriert mit allen Sorten von Möbeln und Objekten. Alice fällt weiter, bis sie an einem Ort landet, der Wunderland genannt wird. In einer Halle mit vielen verschiedenen Türen öffnet Alice die winzigste von denen, wo sie den schönsten Garten findet, an den sie sich je erinnern kann. Aus einer gewissen Distanz sieht Alice ein sehr kurioses Rennen – ein Caucus-Rennen. Sie sieht die Tiere sich gegenseitig anfeuern. Während ihres Tages im Wunderland fragt sie sich mit unter anderem den Charakteren wie den Dachsen und der Cheshire Cat, über den wunderschönen Garten und wie man dorthin gelangt. Alice nimmt an der außergewöhnlichen Teeparty des verrückten Hutmachers und dem Märzhasen teil und wird schließlich auf ein Croquetspiel der Queen of Hearts eingeladen. Während der Knave of Hearts ungerechterweise die Beschuldigung am Diebstahl von manchen Torten der Königin anklagt, beichtet Alice dies der Jury und sagt, dass sie tatsächlich die Torten genommen hat, als sie diese angeboten bekam. Da endet der Tag im Wunderland und sie findet sich in ihrem eigenen Garten wieder. Alice glaubte einen Augenblick, sie hätte den schönsten Garten gefunden, den sie gesucht hat, bis sie merkt, dass sie wirklich zu Hause ist. Nach einem langen Tag nimmt Alice ihr Buch lächelt ans Zurückdenken der wunderschönen Welt Wunderland, auch wenn die nur ein Traum war.